# Genghis Khan (film inachevé)
Pour les articles homonymes, voir Gengis Khan (homonymie).
Pour plus de détails, voir Fiche technique et Distribution.
Genghis Kahn est un film inachevé produit en 1992. Prévu comme une superproduction sur la vie de Gengis Khan avec des acteurs américains, le film en coproduction soviétique, britannique, américaine et italienne tourné en Asie centrale a été stoppé du fait de la dislocation de l'URSS.

## Synopsis
Aux XIIe et XIIIe siècles, le film retrace le parcours de Témudjine (1162–1227) qui recevra plus tard le titre du « Gengis Khan » et deviendra le puissant empereur de Mongolie.

## Fiche technique
Sauf indication contraire, les informations mentionnées dans cette section peuvent être confirmées par la base de données cinématographiques IMDb,  présente dans la section « Liens externes ».
- Titre original : Genghis Kahn
- Réalisateur : Tolomouch Okeev, Antonio Margheriti
- Scénario : Tolomouch Okeev, Boulat Mansourov, Andrzej Krakowski, James Carrington, William Weaver
- Photographie : John Cabrera, Marcello Masciocchi, Sandro Mancori, Guglielmo Mancori
- Montage : Peter Zinner
- Musique : Richard Horowitz
- Décors : Peter Murton
- Costumes : Ugo Pericoli (it)
- Producteur : Enzo Rispoli, Lucio Trentini
- Société de production : International Cinema Company, Madison Motion Pictures
- Pays de production :  Union soviétique -  États-Unis -  Italie -  Royaume-Uni[1]
- Langue originale : anglais
- Format : Couleur
- Durée : 120 minutes (2 h 0)
- Genre : Aventure

## Distribution
- Richard Tyson : Gengis Khan
- Julia Nickson-Soul : Börte
- Rodney A. Grant : Djamuqa
- Charlton Heston : Toghril
- Pat Morita : L'empereur
- John Saxon : Chiledu
- Tricia O'Neil (en) : Hö'elün

## Production
Le tournage commence au Kirghizistan en 1991, alors qu'il faisait encore partie de l'Union soviétique. Le tournage a également eu lieu en Ouzbékistan, au Kazakhstan, en Mongolie ainsi qu'en Chine. Pendant le tournage, les producteurs ont changé le scénario plusieurs fois, pour y intégrer des nouveaux développements sur la vie de Gengis Kahn. Le réalisateur était initialement le Kirghiz Tolomouch Okeev. Malgré l'effort économique d'investissement d'environ 50 millions de dollars, cette première mouture n'a pas passé les premières étapes de production et un nouveau scénario (qui comprenait une partie sur l'enfance de Gengis Khan) a été confié au Britannique Peter Duffell qui a abandonné le projet peu après, pour être à son tour remplacé par Ken Annakin, et Antonio Margheriti en seconde équipe.
Mais ce second tournage a à son tour été brusquement interrompu, cette fois en raison du putsch de Moscou et de l'effondrement de l'Union soviétique qui en a résulté : les nombreux acteurs (dont Charlton Heston) ont été rappelés par leurs ambassades respectives et des dispositions ont été prises pour les renvoyer dans leur pays d'origine. Plus de 160 000 mètres de film ont été tournés.
La post-production était donc au point mort jusqu'à janvier 2010, quand le groupe Madison Motion Pictures a racheté les droits du métrage original dans l'intention de distribuer le film durant l'année, dans un format de deux heures ainsi que dans une mini-série de six heures sous le titre Genghis Khan: The Story of a Lifetime. Mais cette tentative s'est également révélée infructueuse,.